# داود احمدی‌نژاد
داود احمدی‌نژاد (۲ مهر ۱۳۳۱ – ۱۲ مهر ۱۳۹۶) از نیروهای سابق اداره اطلاعات سپاه پاسداران انقلاب اسلامی بود که در دوران ریاست جمهوری برادرش محمود احمدی‌نژاد ابتدا به سمت ریاست بازرسی نهاد ریاست‌جمهوری منصوب شد. سپس وی در مرداد ۱۳۸۷ از مقام خود کناره‌گیری کرد. علت برکناری وی توسط برخی رسانه‌ها اختلافش با محمود احمدی‌نژاد بر سر انتصاب علی کردان به پست وزارت کشور و نیز تأثیرپذیری محمود احمدی‌نژاد از مشایی و مشارکت دادن طرفداران مشایی در کارها بود. برخی از رسانه‌های دولتی اعلام کردند که داود به خواست خود استعفا کرده‌است. داود بعدها اختلافات با برادر کوچکترش (محمود احمدی‌نژاد) را پیرامون انتصاب علی کردان به پست وزارت کشور تأیید کرد. در روز استیضاح علی کردان در مجلس شورای اسلامی، اطلاعیه‌ای هفت صفحه‌ای ضد علی کردان در مجلس منتشر شد، برخی از رسانه‌ها داود را عامل انتشار این اعلامیه معرفی کردند.
اندکی پس از استیضاح و برکناری علی کردان به جرم جعل مدارک دانشگاهی، داود احمدی‌نژاد از سوی رئیس ستاد کل نیروهای مسلح جمهوری اسلامی ایران به عنوان دبیر جدید کمیته دائمی پدافند غیرعامل منصوب شد.
وی توسط داود دانش‌جعفری وزیر اقتصاد مستعفی احمدی‌نژاد، متهم به منصوب کردن افراد نالایق در بازرسی ریاست جمهوری گردید.
داود احمدی‌نژاد در ۲۴ دی ۱۳۹۵ دچار سکته قلبی شد و در بیمارستان تحت مراقبت ویژه قرار گرفت. وی در مهر ۱۳۹۶ درگذشت.

## زندگینامه و تحصیلات
داود احمدی‌نژاد دارای مدرک کارشناسی علوم سیاسی و کارشناسی ارشد دافوس است. وی پیش از آنکه به عنوان رئیس بازرسی ویژه نهاد ریاست جمهوری توسط محمود احمدی‌نژاد منصوب شود، مسئولیت مخابرات و ارتباطات ناجا را بر عهده داشته‌است. وی در زمان وزارتخانه سپاه، یکی از مدیران این وزارتخانه بوده‌است که پس از انحلال این وزارتخانه در ستاد فرماندهی کل قوا، مسئولیت‌هایی در بنیاد تعاون ناجا و وزارت دفاع داشته‌است. علاوه بر این، وی از مسئولین اطلاعات بسیج بوده‌است. نام خانوادگی وی پیش از انقلاب صباغیان بود و در پی انقلاب و اجازه تغییر به افراد به احمدی‌نژاد تغییر پیدا کرد.

## انتخابات ریاست جمهوری
داود احمدی‌نژاد در ۲۱ اردیبهشت ۱۳۹۲ خورشیدی برای نامزدی در انتخابات ریاست‌جمهوری سال ۱۳۹۲، به عنوان یک نامزد مستقل ثبت نام کرد. اما در ۲۹ اردیبهشت ۱۳۹۲ خورشیدی از ادامه رقابت‌ها کناره‌گیری کرد و به حمایت از سعید جلیلی پرداخت. در ادامه این رویدادها، او چند روز بعد و در هنگام تبلیغات نامزدهای انتخاباتی، اعلام کرد سعید جلیلی و علی‌اکبر ولایتی به ولایت نزدیک‌تر هستند، اما از ولایتی که پخته‌تر است حمایت می‌کند. او سپس در پاسخ به این سؤال که اگر نظر جامعتین با شخص دیگری باشد، شما از چه کاندیدایی حمایت می‌کنید؟ پاسخ داد: اگر نظر ائتلاف و جامعتین با شخص دیگری باشد، از او حمایت می‌کنم.

## درگذشت
داود احمدی‌نژاد، در صبح چهارشنبه ۱۲ مهر ۱۳۹۶ به علت بیماری قلبی در بیمارستان ولی عصر درگذشت. او از ۲۴ دی سال ۱۳۹۵ در بیمارستان بستری بود.